# モナリザたちの冒険
『モナリザたちの冒険』（モナリザたちのぼうけん）は、1987年7月17日から同年9月18日まで放送されたTBSの金曜ドラマ（金曜22:00 - 22:54）。全10回。

## 概要
このドラマは、当時大竹しのぶの夫だった服部晴治がプロデュースした作品であるが、第2回放送日の1987年7月24日に47歳で急死。これが遺作となった。ちなみに第1回放送日は大竹の30回目の誕生日だった。服部には結婚歴があり、困難を乗り越えた末でのゴールインだったが、結婚生活は5年に満たなかった。「金ドラ」が始まったばかりで、TBS内部でも戦死のようなものだとの声が上がり、大竹も「緑山」での葬儀を希望したということで、緑山スタジオの第1スタジオで通夜・告別式が行われた。
『モナリザたちの冒険』終了の翌週9月25日に『さよなら金曜ドラマ』と題した特番をもって、金曜ドラマは一旦幕を下ろし、同時間枠の後番組『JNNニュース22プライムタイム』がスタートした。これに伴いこのドラマ枠は、スポンサーごと水曜21時台へと移動し、『あなたもスターになりますか』が放送されている。

## あらすじ
神奈川県・湘南の町「白江市」が舞台。この町に住む桂ほなみ（大竹しのぶ）は夫と別れ、保育園の保母をしながら一人娘を育てるという生活をしているが、平凡な生活を続けることに物足りなさを感じていたりもしていた。一方で、暮らしを守るささやかな運動を行っている市民サークル「いのくら会」のメンバーとしても活動していた。
市議選が半年後に迫り、いのくら会から矢崎貴子（吉行和子）が候補者として推薦されるが、貴子が突然立候補を取り下げることとなり、その代わりとしてほなみは自分が出ると言い出し、恋人の竹内紀久雄（役所広司）の反対も押し切って市議会議員選挙に出馬することになる。そして八十川緑（加藤治子）が後援会長、酒井アイコ（名取裕子）が事務局長となって支援団体は「ほなみとタンポポの会」（第4話で「モナリザの会」と改称）として出発した。友情や恋愛、家庭内の問題や周囲への波紋や影響など、様々な出来事や騒動などを描いた。

## キャスト
- 桂ほなみ：大竹しのぶ
- 竹内紀久雄：役所広司
ほなみの恋人。レストラン「エルニーニョ」を経営。
- 酒井アイコ：名取裕子
自宅で絵画教室を開いている。秋司とは入籍はしていないが事実婚状態。
- 篠崎秋司：陣内孝則
翻訳業。アイコとは事実婚状態。
- 矢崎貴子：吉行和子
- 八十川緑：加藤治子
ほなみの支援グループの会長。
- 堀口裕介：角野卓造
医師。
- 山口美也子
- 高品格
- 鈴子：佐々木すみ江
秋司の姑。
- 八十川徹：関口誠人
緑の息子。
- 八十川園：相築彰子
緑の娘。
- 京子：高橋ひとみ
ほなみの支援グループのメンバー。信用金庫勤務。
- 桂美夏：泉リリセ
ほなみの娘。
- 大西加代子
- 幸田直子
- 清水めぐみ
- 森公美子
- 橘雪子
- 健二：立川利明（第6話のみ）
園の同棲相手。
- 須藤依子
- 雪絵ゆき
- 安部譲二
- 谷田部：梅津栄
地元・白江市の権力者。

## スタッフ
- 原作
  - 宮原昭夫『女たちのまつり 上』河出書房新社、1986年12月。ISBN 978-4309004525。
  - 宮原昭夫『女たちのまつり 下』河出書房新社、1986年12月。ISBN 978-4309004532。
- 脚本：筒井ともみ、矢島正雄
- 演出：生野慈朗、浅生憲章、近藤邦勝
- プロデューサー：服部晴治

## 主題歌
- 『Your Magic』小林明子＆杉田二郎
  - 作詞：松本一起 作曲：宇崎竜童 編曲：志熊研三

## サブタイトル
| 各話   | 放送日        | サブタイトル        | 脚本       | 演出     |
| ------ | ------------- | ------------------- | ---------- | -------- |
| 第1話  | 1987年7月17日 | わたし立候補します! | 筒井ともみ | 生野慈朗 |
| 第2話  | 1987年7月24日 | もっと燃えてみたい! | 筒井ともみ | 生野慈朗 |
| 第3話  | 1987年7月31日 | スキャンダル        | 筒井ともみ | 生野慈朗 |
| 第4話  | 1987年8月7日  | 俺は家出します!     | 筒井ともみ | 生野慈朗 |
| 第5話  | 1987年8月14日 | 突然コンサート!     | 矢島正雄   | 浅生憲章 |
| 第6話  | 1987年8月21日 | 危なっかしい4人     | 筒井ともみ | 生野慈朗 |
| 第7話  | 1987年8月28日 | 夜明けまで一緒に    | 筒井ともみ | 生野慈朗 |
| 第8話  | 1987年9月4日  | 女のノリで大集会    | 筒井ともみ | 近藤邦勝 |
| 第9話  | 1987年9月11日 | 選挙戦が始まった!!  | 筒井ともみ | 近藤邦勝 |
| 最終話 | 1987年9月18日 | いよいよ投票日!!    | 筒井ともみ | 生野慈朗 |